# Montauriol (Aude)
Montauriol é uma comuna francesa na região administrativa de Occitânia, no departamento de Aude. Estende-se por uma área de 8,47 km². Em 2010 a comuna tinha 86 habitantes (densidade: 10,2 hab./km²).